# Mieczysław Bojeś
Mieczysław Bojeś ps. „Przemytnik”, „Newek”' (ur. 18 maja 1925 we wsi Marcówka koło Wadowic, zm. 2 listopada 2014) – polski malarz oraz żołnierz Armii Krajowej i 2 Armii Wojska Polskiego. Malował głównie obrazy o tematyce architektury sakralnej i zabytkowej, pejzaże oraz sceny batalistyczne. Prowadził wykłady o plastyce i patriotyzmie dla dzieci i młodzieży szkolnej oraz prelekcje dla osób dorosłych i żołnierzy. Pełnił funkcję Członka Zarządu Koła Światowego Związku Żołnierzy Armii Krajowej w Dąbrowie Tarnowskiej. W sierpniu 2010 awansowany do stopnia kapitana.

## Życiorys
15 kwietnia 1943 roku w Suchej Beskidzkiej jako ochotnik wstąpił do Armii Krajowej do ugrupowania dywersyjno-sabotażowo-wywiadowczego pod nazwą akcja „Mucharz”. Walczył na terenie powiatu wadowickiego w grupie AK Limba. Po wojnie w 1947 roku za walkę w obronie ojczyzny, przynależność do ugrupowania zbrojnego „Błyskawica” oraz nielegalne posiadanie broni został skazany na 8 lat więzienia i 6 lat pozbawienia praw obywatelskich. Wyrok odsiadywał w jednym z warszawskich więzień, gdzie pełnił funkcję świetlicowego. Będąc w więzieniu opracował projekty Krzyży Grunwaldu na Cmentarzu Wojskowym na Powązkach w Warszawie, za co zmniejszono mu karę – w 1950 roku odzyskał wolność. Tytuł „Twórcy Plastyka”, a zarazem świadectwo „Instruktora Wychowania Plastycznego” otrzymał w 1978 w Warszawie. Należał do Stowarzyszenia Twórców Kultury w Warszawie oraz Towarzystwa Sztuk Pięknych w Nowym Sączu.

### Prace
Od 1985 roku miał 627 wystaw zarówno w kraju, jak i poza granicami w tym w Bułgarii, na Ukrainie, Słowacji i w Niemczech. W jego dorobku znajduje się ponad 900 obrazów olejnych oraz ponad 100 rysunków. Wraz ze zmarłą Wandą, prowadził galerię z pracami własnego autorstwa. W swoim dorobku posiada 114 dyplomów uznania.
W 1998 r. wydał tomik 80 wierszy zatytułowany Moje wspomnienia. W 2004 r. wydał album poświęcony własnej twórczości.
Opracował dwa projekty pomników w tym tarnowskiego upamiętniającego walkę partyzancką oraz wykonał cztery projekty sztandarów wojskowych, m.in. Pułkowy Sztandar ŚZŻAK w Tarnowie.

### Odznaczenia
Za swą działalność kulturalną został nagrodzony ponad 140 dyplomami i listami z gratulacjami za upowszechnianie kultury plastycznej. Uhonorowany takimi odznaczeniami jak:
- Srebrny Krzyż Zasługi,
- Złoty Krzyż Zasługi (1970),
- Krzyż Kawalerski Orderu Odrodzenia Polski (1985),
- Krzyż Armii Krajowej (1994),
- Krzyż Partyzancki (1995),
- Odznaka „Weteran Walk o Wolność i Niepodległość Ojczyzny” (1997),
- Srebrny Medal „Za Zasługi dla Obronności Kraju” (2001),
- Medal za Długoletnie pożycie Małżeńskie (2002),
- Krzyż Oficerski Orderu Odrodzenia Polski (2007).